# 975년

## 연호
- 북송(北宋) 개보(開寶) 8년
- 요(遼) 보녕(保寧) 7년
- 일본(日本) 덴엔(天延) 3년
- 북한(北漢) 광운(廣運) 2년
- 딘 왕조(丁朝) 타이빈(太平) 6년

## 기년
- 북송(北宋) 태조(太祖) 16년
- 요(遼) 경종(景宗) 7년
- 고려(高麗) 광종(光宗) 26년
- 딘 왕조(丁朝) 선제(先帝) 8년

## 사건
- 광종이 51세의 나이로 세상을 떠남.
- 광종의 아들 주가 21세의 나이로 왕위에 오름. 고려 5대 국왕 경종.

## 사망
- 7월 4일 - 고려(高麗) 4대 국왕(國王) 광종(光宗)
- 고려(高麗)의 승려(僧侶) 탄문(坦文)